# Жуль де Трооз
Жуль Анрі Гіслан Марі, барон де Трооз (21 лютого 1857 , Левен, Брабант  — 31 грудня 1907 , Брюссель ) — бельгійський католицький політичний діяч.
Де Трооз народився у Левені, вивчав філософію, перш ніж пішов до політики. Репрезентував рідне місто у Палаті представників бельгійського парламенту з 1899 року, у цей час обіймав посади міністра освіти та внутрішніх справ. 1907 року очолив уряд, залишивши за собою місце міністра внутрішніх справ.
Помер під час перебування на посаді прем'єр-міністра.